# Guardia Civil
La Guardia Civil (IPA: [ˈɣwarðja θiˈβil]), (Guardia Civile) soprannominata la Benemérita, è un corpo di gendarmeria spagnolo, con anche funzioni di polizia militare.
Fa parte del sistema di forze e corpi di sicurezza del Regno di Spagna e della Forza di gendarmeria europea.

## Storia
La Guardia Civil venne fondata nel 1844 durante il regno di Isabella II di Spagna dall'aristocratico navarro Francisco Javier Girón.
La prima accademia della "Guardia civile" fu stabilita presso la città di Valdemoro, a sud di Madrid, nel 1855.

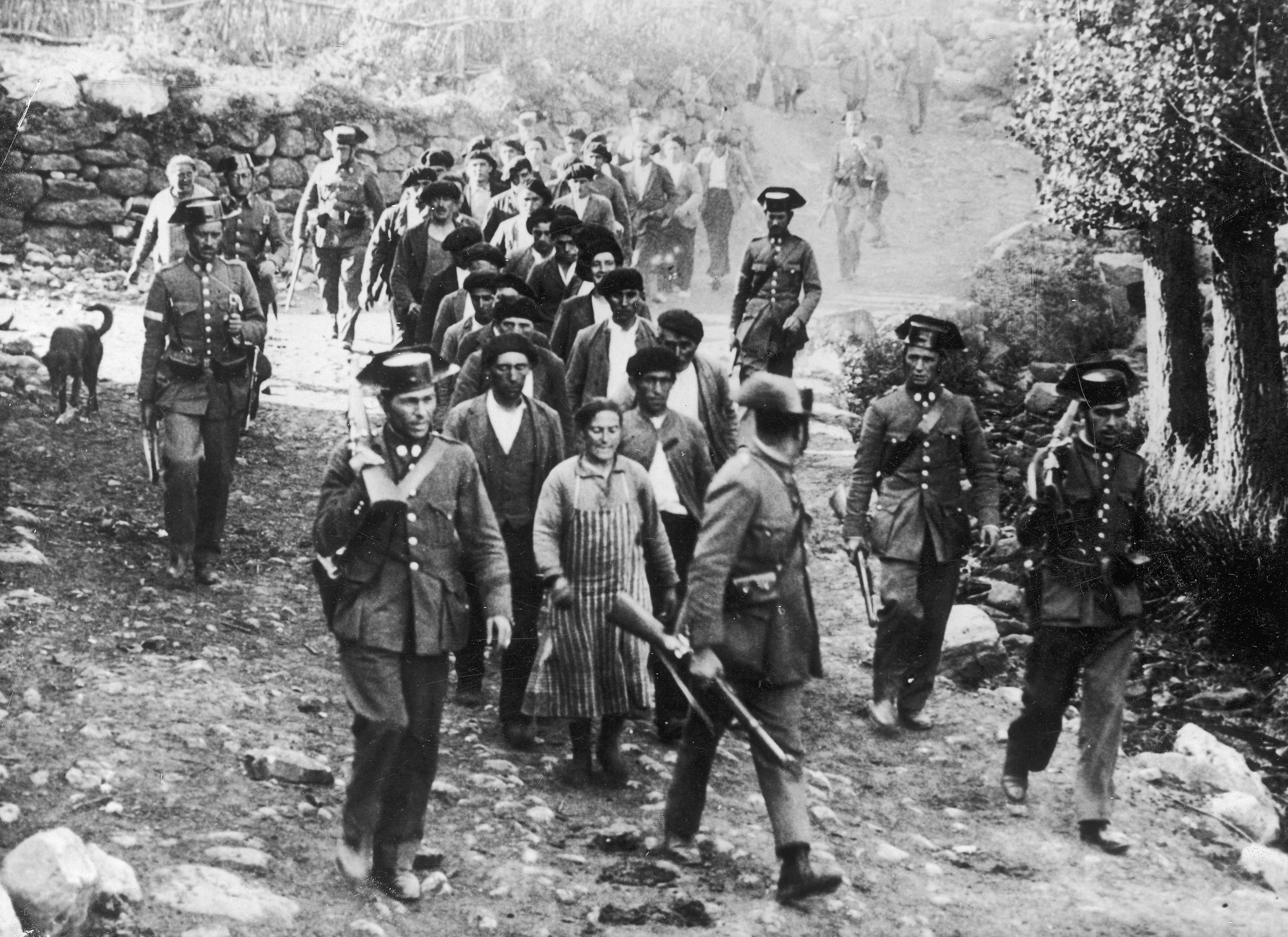
Colonna della Guardia civil nel 1934

Operarono anche contro il brigantaggio e nelle colonie: a Cuba, a Portorico e nelle Filippine.
Nel 1936, con lo scoppio della guerra civile spagnola metà degli effettivi si schierò con i repubblicani e metà con i nazionalisti. Nel 1940 nella Guardia Civil furono incorporati anche i Carabineros. Nel 1968 ci fu il primo militare della Guardia civil assassinato dall'ETA. Nel 1981 fu tra le forze golpiste del fallito colpo di Stato.
Fino al 1986 era comandata da un generale dell'Ejército de Tierra, da quella data da un civile.
Dal 1989 partecipa alle missioni militari spagnole all'estero.
Dal 2007 fa parte della forza di gendarmeria europea. Nel 2017 contava 77.928 effettivi.

## Organizzazione
Ha una doppia dipendenza: dal Ministero dell'interno, per quanto riguarda servizi, retribuzioni, destinazioni, mezzi e operazioni civili; dal Ministero della difesa per quanto riguarda la disciplina, la carriera e missioni di carattere militare e all'estero, in particolare in tempo di guerra.

### Vertici
La Direzione generale della Guardia Civil dal 1986 è guidata da un civile (un funzionario pubblico o un politico); il primo fu Luis Roldan. Dal gennaio 2020 al vertice vi è María Gámez.
È strutturata in direzioni:
- Dirección Adjunta Operativa
- Subdirección General de Personal
- Subdirección General de Apoyo
- Secretaría de Cooperación Internacional

### Reparti

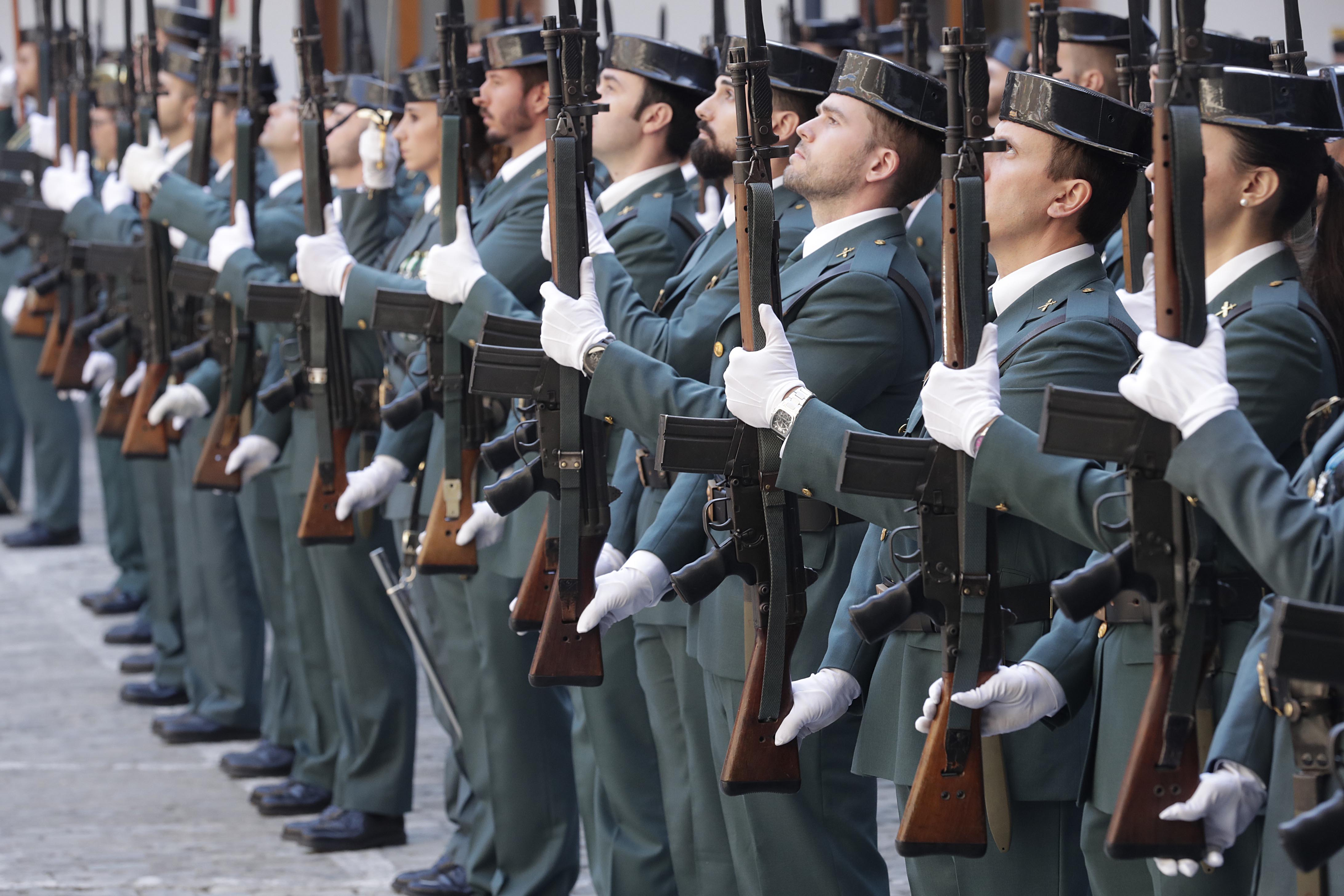
Reparto della Guardia Civil in parata

- Seguridad Ciudadana (sicurezza interna)
- Servicio Aéreo (servizio aereo)
- Unidad de Acción Rural (antiterrorismo)
- Equipos de Mujer y Menores (unità reati su minori)
- Servicio de Protección de la Naturaleza (polizia ambientale)
- Grupos de Rescate e Intervención en Montaña (ricerca e soccorso)
- Servicio Cinológico (servizio cinofilo)
- GEAS (sommozzatori)
- Servicio Marítimo (servizio marittimo)
- Agrupación de Tráfico (traffico)
- Unidad de Subsuelo

### Reparti speciali
- Unidad Central Operativa
- Grupo Especial de Actividades Subacuáticas
- Unidades de Protección y Seguridad
- Grupo de Acción Rápida (Forze speciali)
- Unidad Especial de Intervención (Teste di cuoio)

## Mezzi aerei
| Aeromobile                  | Origine        | Tipo                    | Versione (denominazione locale) | In servizio (2020) | Note | Immagine |
| Aerei per impieghi speciali |                |                         |                                 |                    | |          |
| CASA CN-235                 | Spagna         | aereo da pattugliamento | CN-235                          | 2                  | 2 consegnati ed utilizzati sia per la sorveglianza che per il trasporto.                                                  |          |
| Beechcraft Super King Air   | Stati Uniti    | aereo da pattugliamento | B350i                           | 0                  | 1 B350i di seconda mano ordinato nel 2017 ed in consegna entro la fine del 2020, utilizzato per sorveglianza e trasporto. |          |
| Elicotteri                  |                |                         |                                 |                    | |          |
| MBB Bo 105                  | Germania       | elicottero utility      | HU.15 (Bo 105CBS)               | 16                 | |          |
| Eurocopter BK-117           | Unione europea | elicottero utility      | BK-117                          | 8                  | |          |
| Eurocopter EC 135           | Unione europea | elicottero utility      | HU.26                           | 13                 | |          |
| Aérospatiale AS 365 Dauphin | Francia        | elicottero utility      | HU.30 (AS 365N3)                | 4                  | 4 AS 365N3 ex Ministerio de Agricultura in servizio al maggio 2020.                                                       |          |

## Gradi

### Ufficiali
- Teniente General (Tenente generale)
- General de Division (Generale di divisione)
- General de Brigata (Generale di brigata)
- Coronel (Colonnello)
- Teniente coronel (Tenente colonnello)
- Comandante (Comandante)
- Capitan (Capitano)
- Teniente (Tenente)
- Alferez (Alfiere), grado che viene usato nella scuola di formazione per ufficiali.

### Sottufficiali e truppa
- Suboficial mayor (Sottufficiale maggiore)
- Subteniente (Sottotenente)
- Brigada (Brigadiere)
- Sargento primero (Primo sergente)
- Sargento (Sergente)
- Cabo mayor (Capo maggiore)
- Cabo (Capo)
- Guardia civil de primera (Prima guardia civile)
- Guardia civil (Guardia civile)
- Guardia civil alumno (Allievi guardia civile)

## Galleria d'immagini

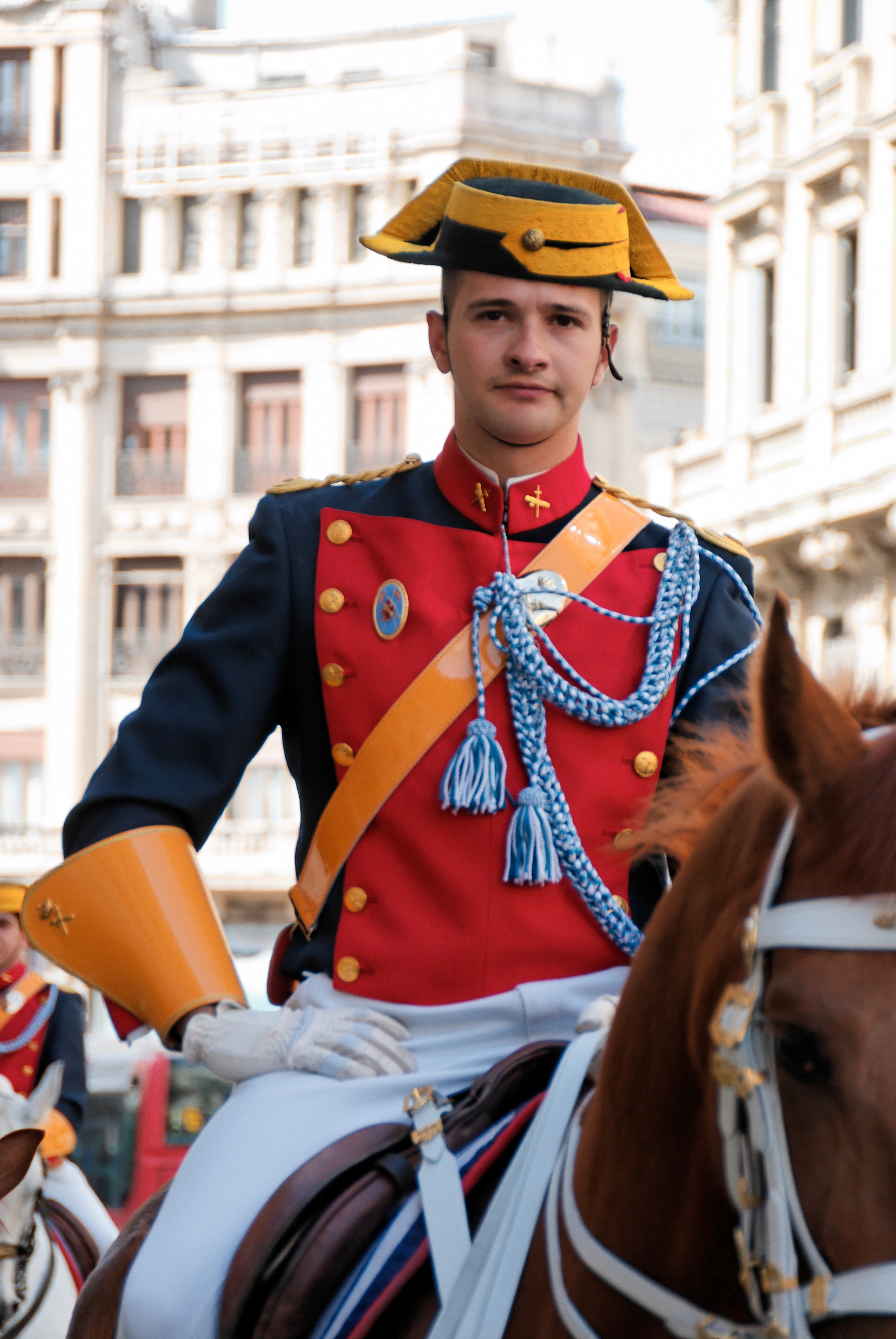
Guardia civile a cavallo in uniforme da cerimonia
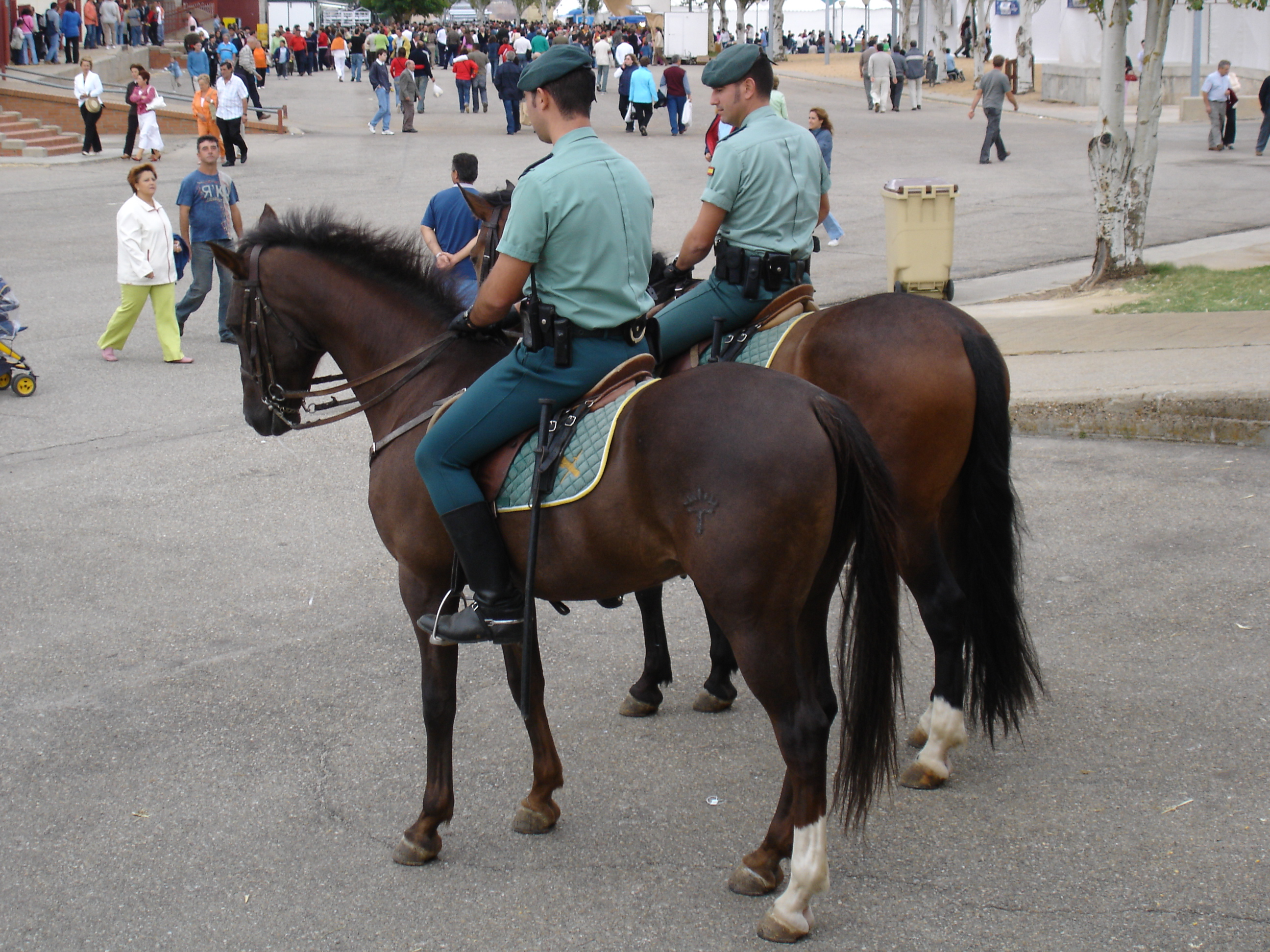
Gendarmi della Guardia Civil in servizio a cavallo
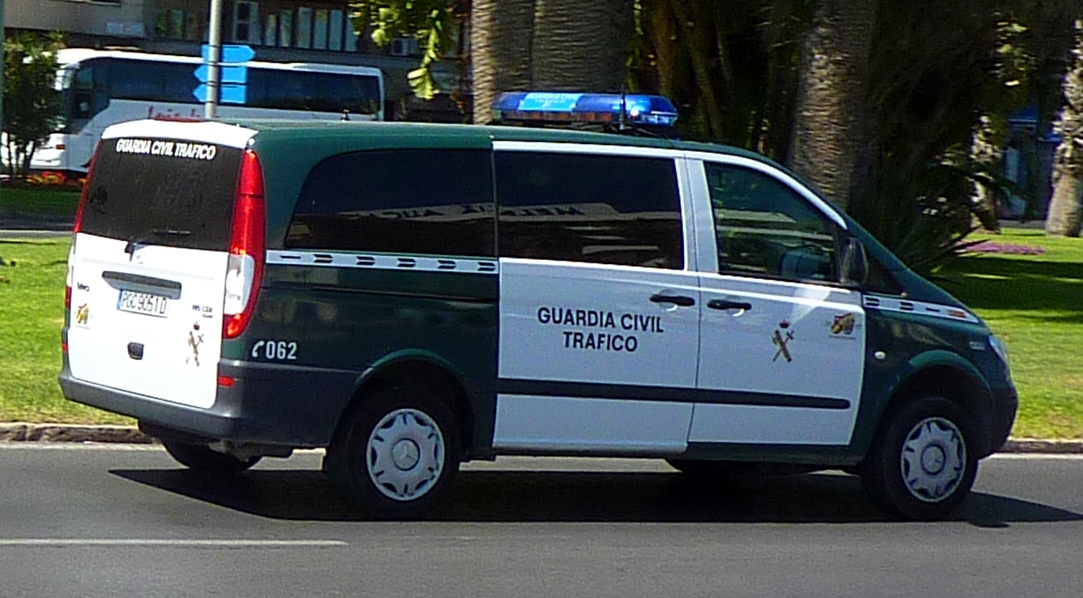
Mercedes-Benz Vito in uso alla Guardia Civil
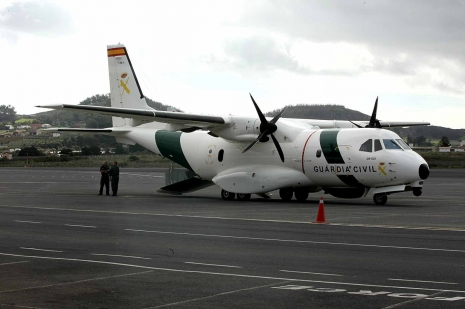
Aereo della Guardia Civil
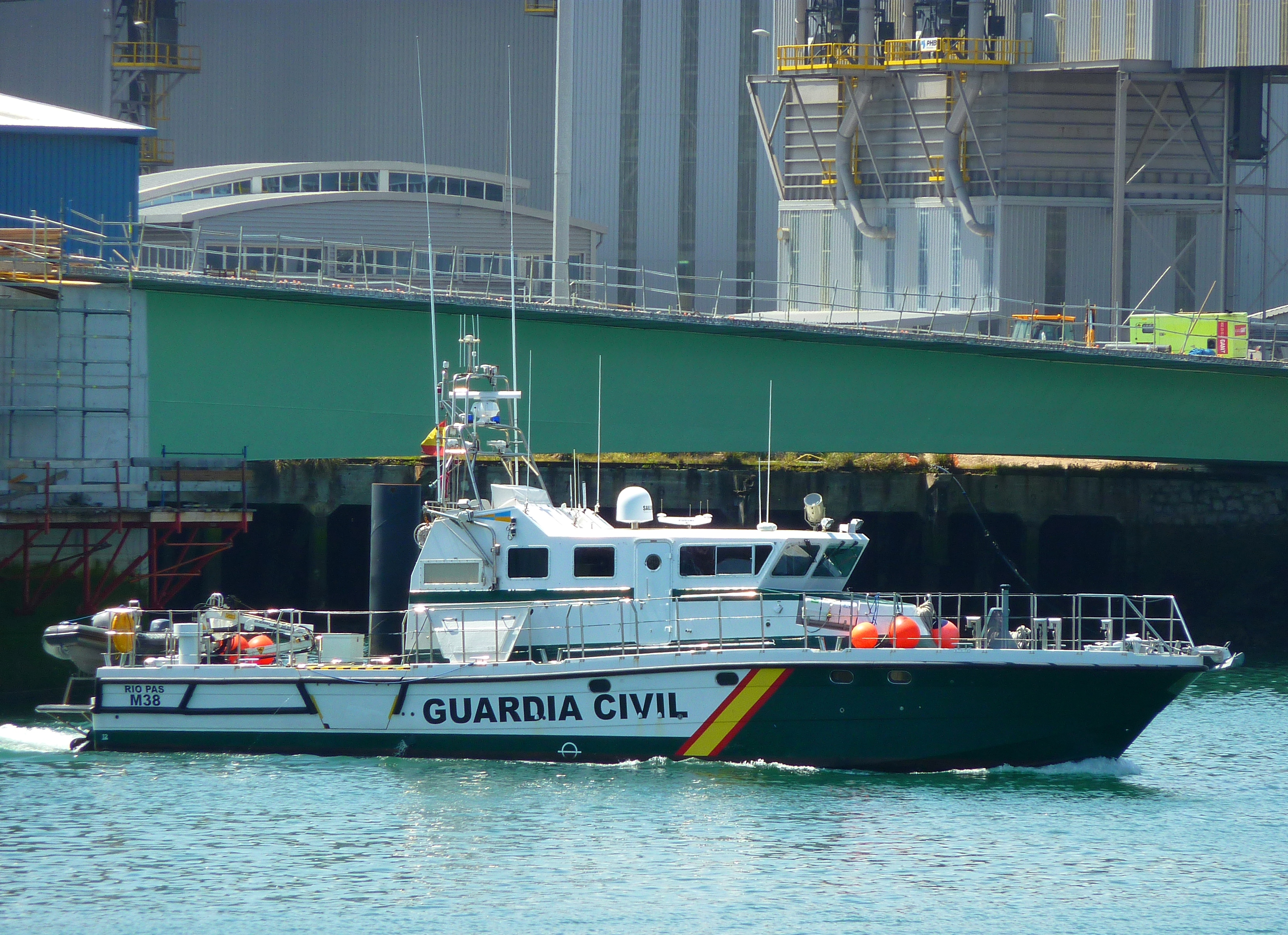
Motovedetta della Guardia Civil